# 维利内 (新米科拉伊夫卡市镇)
48°4′4″N 35°43′23″E / 48.06778°N 35.72306°E
維利內（烏克蘭語：Вільне）是位於烏克蘭東南部的村莊，由扎波羅熱州扎波羅熱区的新米科拉伊夫卡市鎮負責管轄。該村處於卢布亚希夫卡河畔，距離新伊萬基夫卡0.5公里，面積0.56平方公里，海拔高度142米，2001年人口49。